# Ървинг Стоун
Ървинг Стоун (на английски: Irving Stone) е американски сценарист и писател, автор на бестселъри в жанровете романизирана биография и исторически роман.

## Биография и творчество
Ървинг Стоун е роден на 14 юли 1903 г. в Сан Франциско, САЩ. Първоначално фамилията му е Тененбаум, но майка му се развежда, когато е на 7 години, после се омъжва повторно и той приема фамилията на втория си баща. Още от ученик чете много и иска да стане писател.
През 1923 г. завършва Колежа на Университета на Калифорния в Бъркли с бакалавърска степен по политология, а през 1924 г. с магистърска степен по икономика от университета на Южна Калифорния. След дипломирането си работи като асистент-преподавател по икономика в университета на Южна Калифорния, като получава и докторска степен по икономика. В университета среща първата си съпруга Лона Моск, с която сключва брак през 1922 г.
През 1926 г. напуска преподавателската си работа, пътуват със съпругата си в Европа, а в Париж се запознава с картините на Винсент ван Гог. После се премества в Ню Йорк, където пише детективски разкази и 18 едноактни пиеси, две от които са поставени без успех. През 1930 г. попада на изследване на живота и творбите на Ван Гог и писмата между художника и брат му. С помощта на бащата на Лона заминават за Европа, където той в продължение на 6 месеца прави проучвания на различни места за живота на художника. След завръщането си в Ню Йорк написва романизираната му биография. Получава 17 откази за публикация преди романът му „Жажда за живот“ да бъде издаден през 1934 г. Успехът на книгата го мотивира да се посвети на писателската си кариера. През 1956 г. романът е екранизиран с участието на Кърк Дъглас.
През 1934 г. той се развежда със съпругата си и се жени за секретарката си Джейн Фактор, която е и редактор на неговите произведения. Двамата имат две деца – Паула (1937) и Кенет (1944). През 1961 г. се преместват да живеят в Бевърли Хилс. Основават заедно фондация за благотворителни цели.
Следват романите „Морякът на кон“ (1938) – за живота на Джек Лондон, „Безсмъртната жена“ (1944) – биографичен роман за писателката Джеси Фримонт, „Съперник в дома“ – посветен на лидера на социалистическото движение Юджийн Дебс, „Любовта е вечна“ (1947) – за съпругата на президента Ейбрахъм Линкълн. През 1961 г. е публикуван романът му „Страдание и възторг“, за живота на Микеланджело Буонароти, който се счита за връх на неговото творчество. Много успешен е и романът му „Гръцкото съкровище“ (1975), за живота и археологическите разкопки на Микена и Троя от Хайнрих Шлиман.
Писателят се опитва да вмъкне нова динамика на биографичния жанр, да го насити с драматизъм и емоция, като едновременно го подплати с данни и факти от живота на героите, с вярно описание на историческата реалност, и така да получи ярки и задълбочени портрети, които да завладеят вниманието на читателя.
Произведенията му са издадени в над 30 милиона екземпляра по света. Много от романите му са екранизирани във филми и сериали.
През 1960 г. е удостоен с почетната степен „доктор хонорис кауза“ от Калифорнийския университет в Бъркли.
През 1962 г. е сред основателите на Академията на американските поети.
Ървинг Стоун умира на 26 август 1989 г. в Лос Анджелис, Калифорния.

## Произведения

### Самостоятелни романи
- Lust for Life (1934) – за Винсент Ван Гог
Жажда за живот, изд. „ДСГП“, София (1947), прев. Мария Чолакова
Жажда за живот, изд. „Народна култура“, София (1968, 1980), прев. Сидер Флорин
- Sailor on Horseback (1938) – за Джек Лондон
Морякът на кон, изд. „ОФ“, София (1956, 1986), прев. Михаил Василев
- False Witness (1940)
- Immortal Wife (1944) – за Джеси Фремонт
- Adversary in the House (1947) – за Юджийн Дебс и съпругата му Кейт
- The Passionate Journey (1949) – за Джон Нобъл
- The President's Lady (1950) – за американския президент Андрю Джаксън и брака му
- Love is Eternal (1954) – за Ейбрахам Линкълн и Мери Тод
- The Agony and the Ecstasy – (1961) – за Микеланджело
Страдание и възторг, изд. „Народна култура“, София (1966, 1983), прев. Тодор Вълчев, Сидер Флорин
- Those Who Love (1965) – за Джон Адамс и Абигейл Адамс
- The Passions of the Mind (1971) – за Зигмунд Фройд
Страстите на разума, изд.: ИК „Ера“, София (2002, 2007), прев.
- The Greek Treasure (1975) – за откриването на Троя от Хайнрих Шлиман
Гръцкото съкровище, изд. „ОФ“, София (1989), прев. Теодора Давидова
Гръцкото съкровище, изд.: ИК „Ера“, София (2003), прев. Теодора Давидова
- The Origin (1980) – за Чарлз Дарвин
Произходът, изд. „Партиздат“, София (1987), прев. Мадлена Евгениева
- Depths of Glory (1985) – за Камий Писаро
Нищетата на славата, изд.: ИК „Ера“, София (2004), прев. Теодора Давидова, Цветана Генчева

### Документалистика
- Sailor On Horseback (1938)
- Clarence Darrow For the Defense (1941) – биография на Кларънс Дароу
- They Also Ran (1944, преработен 1966) – за 19 неуспели кандидат-президенти на САЩ
- Earl Warren (1948) – биография на Ърл Уорън
- Men to Match My Mountains (1956) – история на откриването на Американския Запад, 1840 – 1900
- Dear Theo (1958)
- Drawings of Michelangelo (1960)
- There Was Light (1970)
- Mary Todd Lincoln, a Final Judgement? (1973)
- From Mud-flat Cove to Gold to Statehood: California 1840 – 1850 (1999)

### Екранизации
- 1941 Arkansas Judge – по романа „False Witness“
- 1946 Magnificent Doll – оригинална история и сценарий
- 1953 The President's Lady – по романа
- 1955 General Electric Theater – тв сериал, 1 епизод по романа „Love Is Eternal“
- 1955 Climax! – тв сериал, 1 епизод „Sailor on Horseback“, по оригинална история
- 1956 Жажда за живот – по романа
- 1965 Страдание и възторг – по романа „The Agony and the Ecstasy“
- 1978 Im Zweifel für den Angeklagten – тв филм, по романа „Clarence Darrow for the Defense“